# Kasteel van Seraing-le-Château

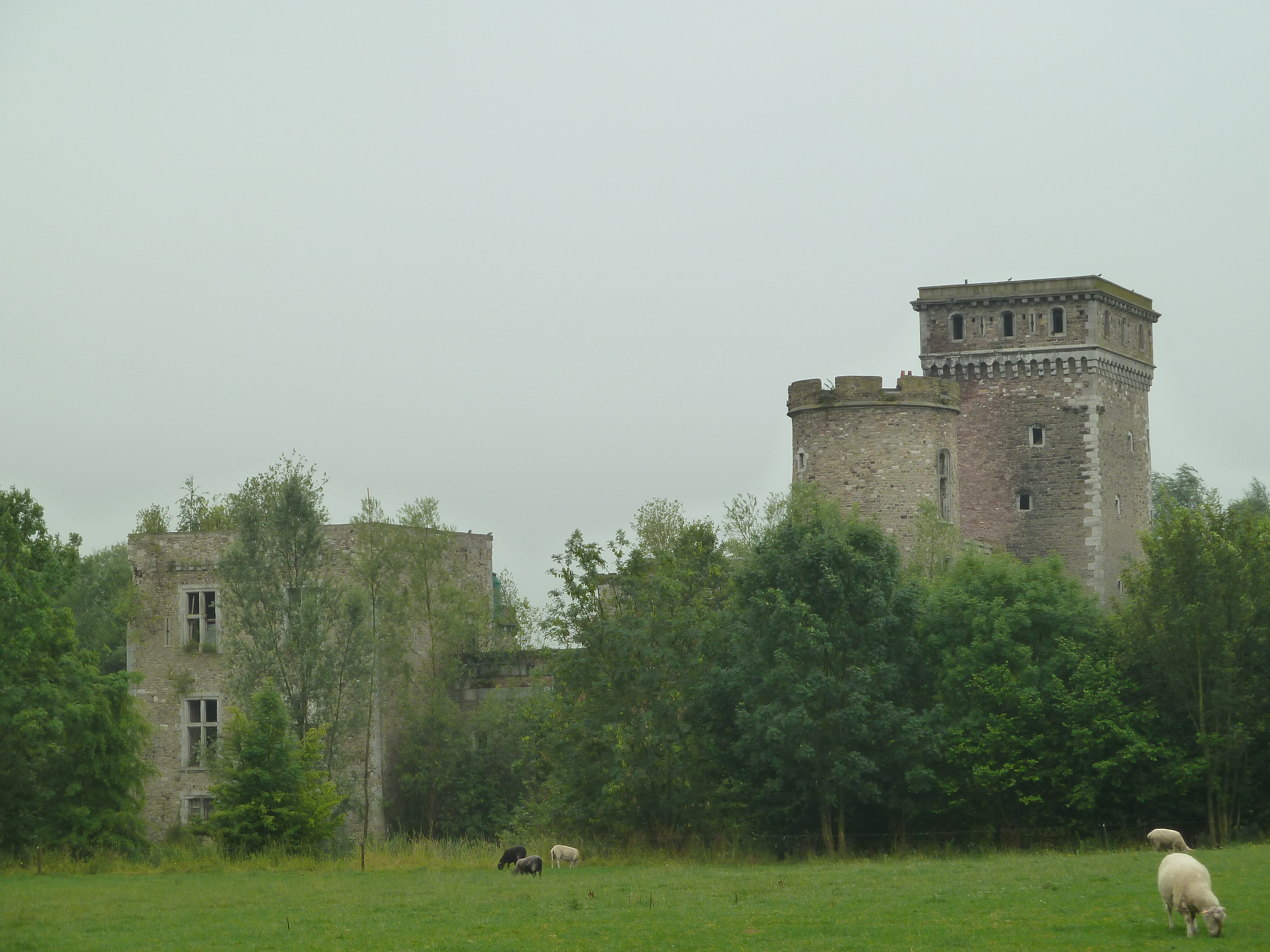

Het Kasteel van Seraing-le-Château is een kasteel in de Waalse plaats Seraing-le-Château, in de provincie Luik. Het werd gebouwd in de dertiende eeuw.
Bij een grote brand in 1869 werd het grotendeels verwoest. Omstreeks 1870 werd het herbouwd. Een tweede brand in 2003 verwoestte bijna alle houten vloeren. 
Na 8 jaar restaureren is de burcht in 2023 geopend. Er zijn gastenkamers en een evenementenzaal.
De bedrijfsnaam verwijst naar Le Sanglier des Ardennes (het zwijn der Ardennen), de bijnaam die Willem van der Marck kreeg in de 15e eeuw. Na hem bleef de burcht ruim drie eeuwen in handen van de familie Van der Mark.